# Rustvagn
Den hästdragna rustvagnen användes förr av den svenska armén för diverse olika transporter av materiel, tält, ammunition etcetera. Benämningen "rustvagn" har även använts för vagnar använda för civila transporter, exempelvis för att frakta resgods/bagage eller vid flyttning.

## Konstruktion
Rustvagnarna hade rejält uppbyggda flak som hade formen av en låda (korg) och var en typ av täckvagn, där vagnskorgen (där föremålen förvaras) täcktes av ett välvt buldantäcke (linnetyg) som var behandlat med vax (vaxduk) och målat. Korgen var tillverkad av brädor som hopfogats i hörnen med s.k. laxstjärtar (sinkningsteknik). Konstruktionen förstärktes av stående spjälor fästade i bottenramen och av runda bommar som krönte långsidorna. Vagnskorgen lutade kraftigt varför den stöttades på sidorna av s.k. brungor. Vagnarna hade fyra hjul som bestod av lötar, spikar (ekrar) och nav. 2 st större hjul bak och 2 st. mindre hjul fram för att öka svängradien. I Sverige var vagnstyperna fullt utvecklade i slutet av 1600-talet och kom med några mindre justeringar (smäckrare hjul bl.a.) att användas ända fram till 1800-talet. Kan dock tilläggas att den s.k. täckvagnen fortfarande användes av div. stridande parter ännu under andra världskriget.
På armémuseum finns många modeller av dessa vagnar (mindre skala), men Kalmar museum har ett exemplar av den mindre rustvagnens korg med kuskbock från slutet av 1600-talet bevarad.
I slutet av 1600-talet och under 1700-talet fanns det framförallt tre olika storlekar på rustvagnar i den svenska armén:
- Liten rustvagn, även kallad Mindre rustvagn.

Den Mindre rustvagnen hade kuskbock och drogs av 4 st. hästar. Vagnen användes ofta även som ammunitionsvagn där varje kompani ägde en ammunitionsvagn.
M/1746 har måtten:
Vagnkorgens längd: 2.20 meter
Vagnkorgens höjd: 1.60 meter
Vagnstypen fanns redan på 1600-talet och under det stora nordiska kriget.
- Medelmåttig rustvagn

Lastkapacitet: 408 kg.
M/1746 har måtten:
Vagnkorgens längd: 2.6 meter
Vagnkorgens höjd: 1.75
Vagnkorgens bredd: (uppe) 0.90 meter och (nere) O.60 meter
Vagnens totala bredd: 1.75 meter
- Stor rustvagn

Lastkapacitet: 544 kg.

## Olika rustvagnar med små justeringar anpassade till diverse uppgifter
- Ammunitionsvagn (samma mått som Liten rustvagn). Tex modellerna m/1776, m/1807.
- Kassavagn
- Fältskärsvagn
- Kvarnvagn
- Kulvagn

## Rustvogn
På danska har "rustvogn" kommit att betyda likbil då rustvagnen även användes för att transportera döda soldater från slagfältet.
I samband med Prins Henriks begravning skrev Expressen: "Klockan 10 i dag hämtades kistan med prins Henriks kropp på Fredensborgs slott utanför Helsingör för att transporteras till Köpenhamn på en rustvagn." Men i själva verket transporterades kroppen i en likbil - färden gick dessutom till stor del på motorväg.